# Entephria septentrionalis
Entephria septentrionalis là một loài bướm đêm trong họ Geometridae.